# William Hemsley Emory
William Hemsley Emory (Condado de Queen Anne, 7 de septiembre de 1811 – Washington D. C., 1 de diciembre de 1887 ) fue un oficial del Ejército de Estados Unidos, agrimensor de Texas y botánico. Es una de las mayores autoridades en la descripción y clasificación científica de los vegetales. 

## Primeros tiempos y carrera

Map of Texas and the Countries Adjacent, William Hemsley Emory, 1844

Emory nace en Condado de Queen Anne (Maryland), en una familia de granjeros. Concurre a la United States Military Academy en West Point, New York, graduándose en 1831. Es asignado como Tte. 2º, sirviendo en la 4ª de Artillería hasta ser reasignado del servicio en 1836 para estudiar ingeniería civil, pero retorna al servicio activo en 1838. Ese año, se casa con una bisnieta de Benjamin Franklin, Matilda Wilkins Bache de Filadelfia (Pensilvania), teniendo tres hijos.
Durante su segunda estada en el Ejército, es sucesivamente promovido de teniente a capitán y finalmente a mayor. Se especializa en mapeo de las fronteras de EE. UU., incluyendo los límites Texas-México, EE. UU.-límites de Canadá(1844–1866) y Compra de Gadsden (en castellano:Venta de la Mesilla) (1854–1857).
En 1844, Emory sirve en una expedición produciendo una nueva carta de los reclamos del oeste de Texas hacia el río Grande. Se gana la atención pública como autor de Notes of a Military Reconnaissance from Fort Leavenworth in Missouri to San Diego, California, publicado por el "Trigésimo Congreso de EE.UU." en 1848. Ese reporte describe terrenos, ríos, ciudades y fuertes y hace observaciones de amerindios, mexicanos, primariamente en los Territorio de Nuevo México, Territorio de Arizona y del sur de California. Es considerado uno de los importantes cronistas del sudoeste, particularmente por sus cartas topográficas. Emory fue un consintente y concienzudo cartógrafo.

## Guerra México-EE. UU.
Durante la intervención estadounidense en México, Emory sirvió en el sudoeste y en California como Ingeniero Jefe Topógrafo y más tarde como general adjunto en el "Ejército del Oeste" bajo el General Stephen W. Kearny. Luego de un breve retorno a Washington, vuelve a México y sirve bajo George Hughes (otro oficial ingeniero) como oficial ejecutivo de un regimiento de voluntarios de Maryland. Luego de la guerra, Emory dirige la "Topografía de límites EE.UU.-México" (1848-1855), fijándo la frontera EE. UU. - México, de acuerdo al Tratado de Guadalupe Hidalgo.

## Guerra Civil
En 1861, al estallar la guerra civil, Emory estaba estacionado en Territorio Indio. Anticipándose a la posible captura de sus tropas por los confederados, va del Fuerte Washita a Fuerte Leavenworth. En esa travesía, ataca y captura elementos de las tropas enemigas. Sirve como comandante de brigada en el Ejército de Potomac en 1862, siendo transferido al Teatro occidental de la Guerra de Secesión. Más tarde comanda una division en la campaña de Port Hudson. Subsecuentemente retorna al este como comandante del "Decimonoveno Cuerpo", sirviendo en todas las mayores batallas en la "Campaña del Valle de Shenandoah en 1864", especialmente en la "Batalla de Cedar Creek", donde sus acciones ayudaron a salvar al Ejército federal de una devastadora derrota hasta que el May. Gen. Philip Sheridan arribó.

## Postguerra
Luego de la guerra, Emory mantuvo varios puestos militares, comandante del "Ejército del Golfo" (que incluía a tropas federales de Luisiana, Arkansas, Misisipi)–a demandando peligrosas reconstrucciones. Por razones políticas, el General Sheridan remueve a Emory del comando, retirándose en 1876; y el "Departamento del Golfo prontamente se une a la gran "División dee Missouri", de Sheridan, que incluía a Texas. 
Emory fallece en 1887 en Washington D. C.
- La abreviatura «Emory» se emplea para indicar a William Hemsley Emory como autoridad en la descripción y clasificación científica de los vegetales.[1]

## Otras lecturas
- Dawson III, Joseph G., Army Generals and Reconstruction: Louisiana, 1862-1877. (Baton Rouge: Louisiana State University Press, 1982). ISBN 0-8071-1960-1
- Emory, William Hemsley, Report on the United States and Mexican Boundary Survey (2 vols., Washington: Nicholson, 1857, 1859; rpt., Austin: Texas State Historical Association, 1987). ISBN 0-87611-085-5
- Emory, William Hemsley, Notes of a Military Reconnaissance (Washington and New York, 1848; rpt., by the U.S. Army Corps of Topographical Engineers, as Lieutenant Emory Reports, with intro. and notes by Ross Calvin [Albuquerque: University of New Mexico Press, 1951]).
- Goetzmann, W. H., Army Exploration in the American West, 1803-1863 (New Haven: Yale University Press, 1959; 2d ed., Lincoln: University of Nebraska Press, 1979; rpt., Austin: Texas State Historical Association, 1991). ISBN 0-87611-110-X
- Kerby, Robert L., Kirby Smith's Confederacy: The Trans-Mississippi South, 1863-1865 (New York: Columbia University Press, 1972). ISBN 0-231-03585-3
- Traas, Adrian G., From the Golden Gate to Mexico City - The U. S. Army Topographical Engineers in the Mexican War, 1846 - 1848. (Wash., DC, CMH Pub 70-10 (GPO), 1992.) ISBN 1-56806-477-2